# Metropolitana di Canton
La metro di Guangzhou o GZMTR (广州地铁) è il sistema metro della città di Canton, in Cina. È gestito dalla Guangzhou Metro Corporation ed è stata la quarta rete metropolitana ad essere costruita nella Cina continentale, dopo quelle di Pechino, Tianjin e Shanghai. La costruzione è iniziata nel 1993 e la prima linea fu inaugurata nel 1997. Attualmente ci sono 10 linee con 184 stazioni e 306,8 km di percorso.

## Linee
|                       | Linea                 | Percorso                                                    | Inaugurazione         | Ultima estensione     | Lunghezza             | Stazioni              |                       |
| Metropolitana pesante | Metropolitana pesante | Metropolitana pesante                                       | Metropolitana pesante | Metropolitana pesante | Metropolitana pesante | Metropolitana pesante | Metropolitana pesante |
| --------------------- | --------------------- | ----------------------------------------------------------- | --------------------- | --------------------- | --------------------- | --------------------- | --------------------- |
|                       | Linea 1               | Xilang - Stazione di Canton Est                             | 1997                  | 1999                  | 18,5                  | 16                    |                       |
|                       | Linea 2               | Stazione di Canton Sud - Jiahewanggang                      | 2002                  | 2010                  | 31,8                  | 24                    |                       |
|                       | Linea 3               | Panyu Square - Aeroporto sud/Tianhe Coach Terminal          | 2005                  | 2010                  | 67,2                  | 28                    |                       |
|                       | Linea 4               | Jinzhou - Huangcun                                          | 2005                  | 2010                  | 43,7                  | 16                    |                       |
|                       | Linea 5               | Jiaokou - Wenchong                                          | 2009                  | —                     | 31,9                  | 24                    |                       |
|                       | Linea 6               | Xunfenggang - Xiangxue                                      | 2013                  | 2016                  | 41,7                  | 29                    |                       |
|                       | Linea 7               | Stazione di Canton Sud - Higher Education Mega Center South | 2016                  | —                     | 18,6                  | 9                     |                       |
|                       | Linea 8               | Fenghuang Xincun - Wanshengwei                              | 2003                  | 2010                  | 15,0                  | 13                    |                       |
|                       | Linea Guangfo         | Xincheng Dong - Yangang                                     | 2010                  | 2016                  | 34,4                  | 22                    |                       |
| People mover          |                       |                                                             |                       |                       |                       |                       |                       |
|                       | People Mover          | Canton Tower - Linhexi                                      | 2010                  | —                     | 4,0                   | 9                     |                       |